# 岩城秀樹
岩城 秀樹（いわき ひでき、1963年12月13日- ）は、日本の経済学者。専門は数理ファイナンス。東京理科大学経営学部教授、博士（経営工学）、博士（経済学）。

## 人物
- 1963年（昭和38年） 東京都生まれ

### 学歴
- 1982年（昭和57年） 東京都立両国高等学校卒業
- 1987年（昭和62年） 横浜国立大学経営学部管理科学科卒業
- 1988年（昭和63年） 同大学院経営学研究科経営学専攻修士課程退学、 筑波大学大学院社会工学研究科修士課程進学
- 1989年（平成元年） 同修了
- 1991年（平成3年） 筑波大学大学院社会工学研究科博士課程単位取得退学
- 1993年（平成5年） 一橋大学大学院商学研究科博士後期課程退学。
- 1996年（平成8年） 博士（経営工学）（筑波大学、学位論文"Three Essays on the Application of No Arbitrage Pricing"）
- 2008年（平成20年） 博士（経済学）（京都大学、学位論文『確率解析とファイナンス』）

### 職歴
- 1993年（平成5年） 南山大学経営学部助手
- 1994年（平成6年） 同専任講師
- 1998年（平成10年） 同助教授
- 1999年（平成11年） 同大学退職、筑波大学社会工学系経営システム科学専攻助教授。
- 2003年（平成15年） 同大学退官、京都大学大学院経済学研究科助教授
- 2006年（平成18年） 同大学院経営管理研究部助教授（兼任）
- 2006年（平成18年） 同大学院経営管理研究部准教授（組織変更）
- 2008年（平成20年） 同教授
- 2011年（平成23年） 同大学退職、京都産業大学経営学部教授
- 2022年（令和4年） 同大学退職、東京理科大学経営学部教授

## 著書
- 『デリバティブ（ファイナンス講座 ; 3）』朝倉書店、1998年。
- 『確率解析とファイナンス』共立出版、2008年。